# SRC12
SRC12（エスアールシー・トゥエルブ）は、日本の総合格闘技団体「SRC」の大会の一つ。2010年3月7日、東京都墨田区の両国国技館で開催された。
今大会より大会名が「戦極」から「SRC (SENGOKU RAIDEN CHAMPIONSHIP)」に変更となった。

## 大会概要
メインイベントではSRCミドル級チャンピオンシップが行われ、王者ジョルジ・サンチアゴが挑戦者マメッド・ハリドヴに判定勝ちし、王座初防衛に成功した。
マルロン・サンドロは鹿又智成と対戦し、開始9秒右アッパーでKO勝ち。休憩明けにリング上で挨拶したフェザー級王者金原正徳が挑戦者にサンドロを指名した。
第5試合後に、2009年大晦日のDynamite!! 〜勇気のチカラ2009〜の青木真也戦で負傷した廣田瑞人がリングに上がり、自身の保持するライト級王座の返上を発表し、会場にいた谷川貞治に青木との再戦をアピールした。

## 試合結果
第1試合 フェザー級ワンマッチ 5分3R
○  大澤茂樹 vs.  カン・ギョンホ ×
3R終了 判定3-0（30-28、30-28、29-28）
第2試合 ライト級ワンマッチ 5分3R
○  レオ・サントス vs.  國奥麒樹真 ×
1R 3:06 チョークスリーパー
第3試合 フェザー級ワンマッチ 5分3R
○  星野勇二 vs.  ニック・デニス ×
2R 0:47 フロントチョーク
第4試合 ヘビー級ワンマッチ 5分3R
○  中尾"KISS"芳広 vs.  戦闘竜 ×
2R 3:27 TKO（レフェリーストップ：パウンド）
第5試合 フェザー級ワンマッチ 5分3R
○  マルロン・サンドロ vs.  鹿又智成 ×
1R 0:09 KO（右アッパー）
第6試合 ライト級ワンマッチ 5分3R
○  真騎士 vs.  アームバー・キム ×
1R 1:10 KO（左ハイキック）
第7試合 ウェルター級ワンマッチ 5分3R
○  郷野聡寛 vs.  ディエゴ・ゴンザレス ×
3R終了 判定3-0（30-27、30-27、30-29）
第8試合 SRCミドル級チャンピオンシップ 5分5R
○  ジョルジ・サンチアゴ vs.  マメッド・ハリドヴ ×
5R終了 判定3-0（48-47、48-47、49-47）
※サンチアゴが王座の初防衛に成功。